# 白金宝文化
白金宝文化是青铜时代中国北方的一族古人类游牧文化，文化存在时间约为‍商代末期至西周中期，距今3000年历史。现存遗址位于黑龙江省肇源县民意乡大庙村白金堡屯，嫩江左岸的二级台地上。部落遗址于1974年发现，已发掘1300多平方米，发现有半地穴房址，出土了一批陶鼎等陶器。从陶器的动物花纹可知该文化受到中原文化的一定影响，并已有了畜牧业发展。根据遗址所发现的工具推断，该部落的经济生产应以渔猎、采集为主，农业有初步发展。工具多为骨制品，而此时在中原的青铜工业已经相当发达，可推断该文化经济发展水平相对低下。1981年白金堡遗址被公布为省级文物保护单位。
这文化被认为与扶余中的貊人有关。